# ロボカップジュニア
ロボカップジュニア（RoboCup Junior）は、「西暦2050年までに、サッカーの世界チャンピオンチームに勝てる、自律移動のヒューマノイドロボットのチームを作る」という、人工知能やロボット工学の研究を推進し様々な分野の基礎技術として波及させることを目的としたロボカップの次世代の人材育成のために開催されているロボット競技会（ロボットコンテスト）の一つである。

## 競技種目
競技はサッカー、レスキュー、オンステーの3つの部門があり、14歳以下のジュニア（Junior）カテゴリと、19歳以下のセカンダリー（Secondary）カテゴリの年齢層に分かれて競技を実施。

### サッカー（Soccer）
自律型ロボットが2対2でサッカーの試合を実施する競技。

### レスキュー（Rescue）
災害シナリオを模した競技で、ロボットが被災者（オブジェクト）を発見し、安全な場所に運ぶ競技。

### オンステージ（OnStage）
ロボットが音楽やダンス、演技を組み合わせ、チーム（人間）とパフォーマンスを披露し、創造性を競う競技。

## 世界大会
- 2000年 RoboCup200 Melbourne、第1回ジュニアリーグ開始

## 地区大会（ロボカップジャパンオープン ジュニア）
欧州や日本、イラン、タイなどで大規模な地区大会が開催されており、ジュニアの各リーグは地区大会が世界大会への選抜（予選）となっている。
- 2012年 ロボカップジャパンオープン2012 ジュニアリーグ（兵庫県尼崎市）
- 2013年 ロボカップジャパンオープン2013（東京都町田市・玉川大学）【295チーム、1078名参加(ジュニア、シニア合計)】
- 2014年 ロボカップ日本大会2014 ジュニアリーグ (埼玉県さいたま市、埼玉大学)

## ロボカップジュニア出身の経営者等
- ニューイノベーションズ CEO兼CTO 中尾渓人